# Греч, Николай Иванович
Никола́й Ива́нович Греч (3 [14] августа 1787, Санкт-Петербург — 12 [24] января 1867, Санкт-Петербург) — русский писатель

, редактор, издатель, журналист, филолог, педагог, публицист, переводчик, мемуарист. Создатель авторитетных пособий по грамматике русского языка. Отец журналиста А. Н. Греча.

## Биография
Родился в Санкт-Петербурге в семье надворного советника, обер-секретаря Сената — Ивана Ивановича (Johann Ernst) Греча (1754—1803) и Катерины Яковлевны Фрейгольд, родной тётки известного скульптора П. К. Клодта. Его дед Иван Михайлович Греч (Johann-Ernst Gretsch, 1709—1760), выходец из Пруссии, приехал в Россию при Анне Иоанновне и преподавал в сухопутном шляхетском корпусе. Подобно предкам, Николай Греч исповедовал лютеранство; похоронен был на петербургском лютеранском кладбище.
Получил домашнее образование, затем окончил Юнкерское юридическое училище при Сенате (1801—1804), впоследствии преобразованное в Императорское училище правоведения. После окончания Юнкерского училища прослушал несколько курсов в Главном педагогическом училище в 1804—1807 годах. Затем служил секретарём в Министерстве внутренних дел и одновременно преподавал русскую и латинскую словесность в Главном немецком училище св. Петра (1804—1813), в Царскосельском лицее и различных частных пансионах. Состоял членом Вольного общества любителей словесности, наук и художеств (с 1810). Член-корреспондент Петербургской академии наук (с 1827).

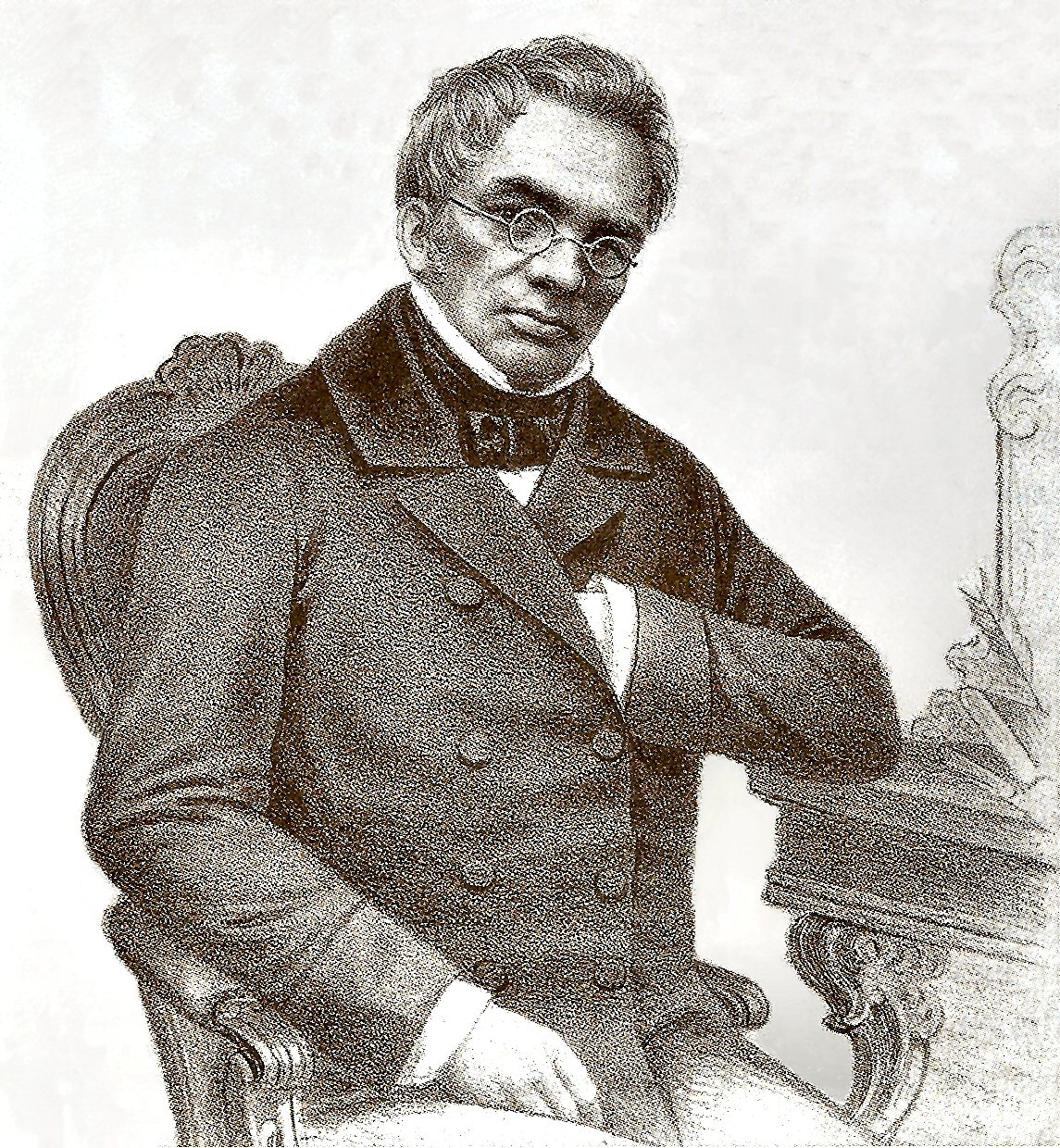
Н. И. Греч, ок. 1850 года

Греч был близок  декабристам, поддерживал со многими из них дружеские связи. Состоял секретарём (с 1815), наместным мастером (1817—1818) близкой к декабристам масонской ложи «Избранного Михаила». Активный деятель Вольного общества любителей российской словесности в 1818—1823 годах. Один из инициаторов и руководителей Вольного общества учреждения училищ по методе взаимного обучения, автор первых в России учебников для ланкастерских школ. К началу 1825 года сменил позиции на благонамеренные, однако и после восстания на Сенатской площади не прерывал с декабристами деловых и литературных отношений.
В 1820—1821 гг. возглавлял полковые училища Гвардейского корпуса. Принимал участие в разработке цензурного устава 1828 года. Служил при министре внутренних дел, затем в Министерстве финансов (1836—1843), состоял членом Учёного комитета при Министерстве народного просвещения.
Многолетние деловые и дружеские отношения связывали Греча с Ф. В. Булгариным. В доме Греча проходили «четверги», на которых бывали К. П. Брюллов, Н. В. Кукольник, П. А. Плетнёв, А. С. Пушкин, гастролировавшие в Санкт-Петербурге артисты. Греч поддерживал близкое знакомство с американским посланником в Петербурге, впоследствии 15-м президентом США Джеймсом Бьюкененом.
Гречем предприняты первые попытки унификации русской грамматики, результатом которых стали пособия, использовавшиеся в школах до 1860-х годов: «Практическая русская грамматика» (Санкт-Петербург, 1827; второе издание: Санкт-Петербург, 1834); «Начальные правила русской грамматики» (Санкт-Петербург, 1828); «Пространная русская грамматика» (т. 1, Санкт-Петербург, 1827; второе издание: Санкт-Петербург, 1830).

## Служебная карьера
- 1823 — коллежский советник
- 1829 — статский советник
- 1838 — действительный статский советник
- 1863 — тайный советник

За время службы получил в качестве наград (премий) 7500 рублей ассигнациями и 2000 рублей серебром.

## Литературная деятельность
В литературе дебютировал статьёй «Синонимы. Счастие, благополучие, блаженство» в «Журнале российской словесности» в 1805 году. Участвовал в издании журналов «Гений времён», «Журнал новейших путешествий», «Европейский музей». С 1810 года — член Вольного общества любителей словесности, наук и художеств. Был издателем и редактором нескольких периодических изданий, игравших важную роль в русской литературной жизни XIX века.
Опубликовав в 1815 году в «Сыне отечества» статью «Обозрение русской литературы 1814 г.», Греч впервые ввёл в русской журналистике и литературной критике жанр годового обозрения.
Составил «Учебную книгу российской словесности, или Избранные места из русских сочинений и переводов в стихах и прозе с присовокуплением кратких правил риторики и пиитики и истории российской словесности» (ч. 1—4, Санкт-Петербург, 1819—1822), включавшую очерк истории русской литературы с характеристикой отдельных периодов.
Принимал участие в альманахе А. А. Бестужева и К. Ф. Рылеева «Полярная звезда».

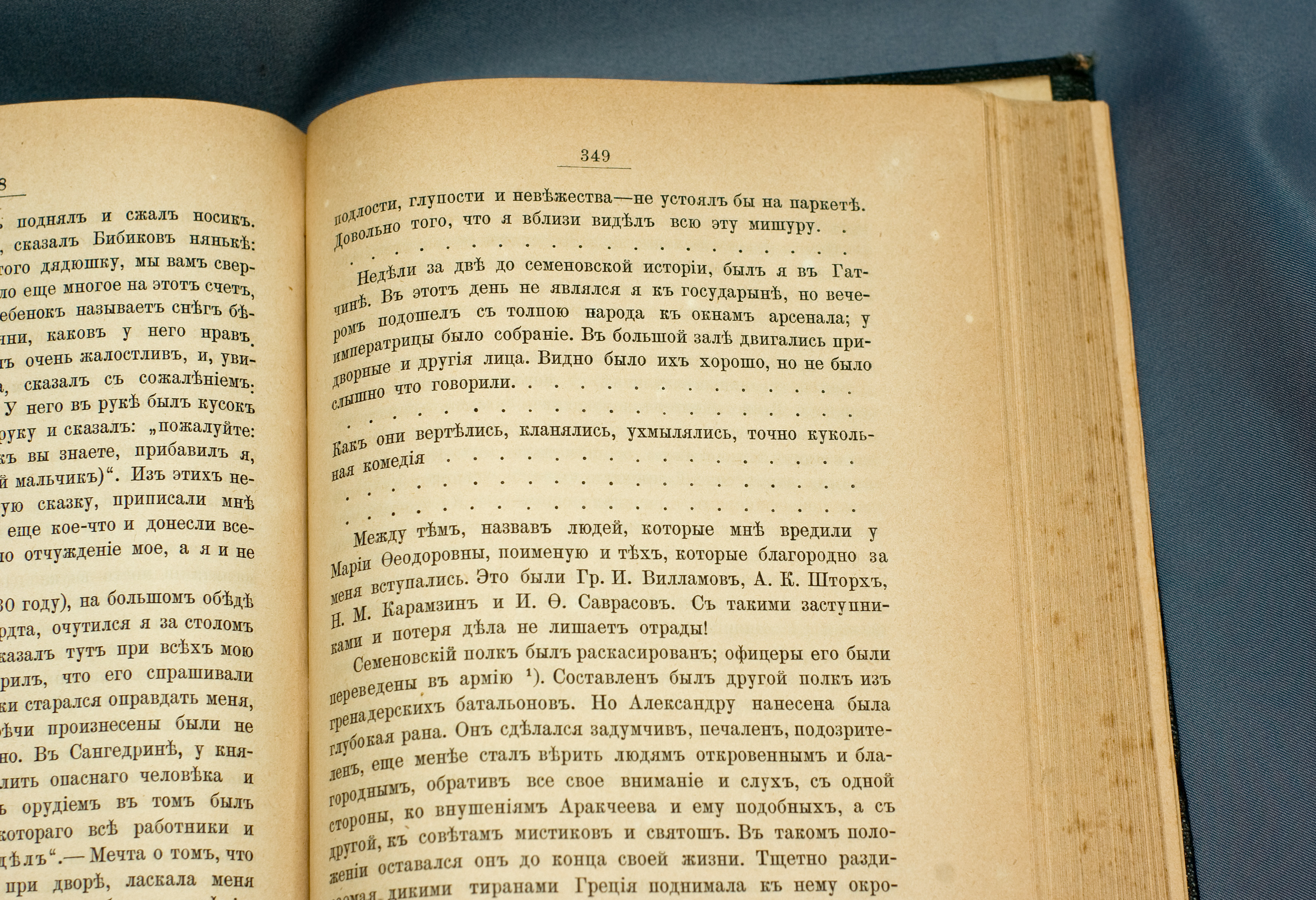
Пример дореволюционной цензуры. Книга Н. И. Греча «Записки моей жизни» СПб., 1886, стр. 349. Зацензурированные места заменены точками

Автор романов «Поездка в Германию» (Санкт-Петербург, 1831) и пользовавшегося большим успехом у читателей «Чёрная женщина» (Санкт-Петербург, 1834; вошел в собрания сочинений 1838 и 1855).  Издал «литературные путешествия»: «28 дней за границею, или Действительная поездка в Германию, 1835» (Санкт-Петербург, 1837), «Путевые письма из Англии, Германии и Франции» (Санкт-Петербург, 1839), «Письма с дороги по Германии, Швейцарии и Италии» (Санкт-Петербург, 1843), «Парижские письма с заметками о Дании, Германии, Голландии и Бельгии» (Санкт-Петербург, 1847).
Из всех трудов Греча в XX—XXI веках чаще всего переиздавались его мемуары «Записки о моей жизни» (изд.: СПб., 1886, с цензурными купюрами).

## Редакторская деятельность

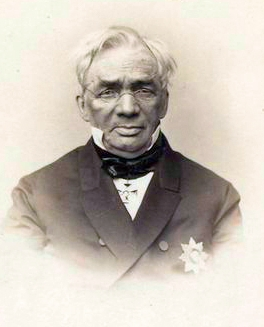
Н. И. Греч, 1865 год

Профессиональной журналистикой начал заниматься в 1807 году, встав вместе со Ф. А. Шредером и И. И. Делакроа во главе историко-политического журнала-газеты «Гений времён». В октябре 1812 года основал исторический, политический и литературный еженедельный журнал «Сын отечества» и редактировал его до 1839 года. До середины 1820-х годов «Сын отечества» был самым влиятельным русским журналом. В начале в нём принимали участие К. Н. Батюшков, А. Ф. Воейков,  Г. Р. Державин, Н. И. Гнедич.  В 1816—1825 годах в журнале участвовали декабристы братья А. А. Бестужев и Н. А. Бестужев, Ф. Н. Глинка, К. Ф. Рылеев, В. К. Кюхельбекер. К участию в журнале были привлечены А. С. Грибоедов, П. А. Вяземский, В. А. Жуковский, И. А. Крылов, А. П. Куницын, А. С. Пушкин.
Значение и позиции журнала в связи с исчезновением авторов, прежде всего осуждённых декабристов, и изменениями общественно-политической обстановки снижалось. С 1825 года соиздателем «Сына отечества» стал Ф. В. Булгарин. Одновременно Греч сотрудничал в журнале Булгарина «Северный архив». В 1829 году оба журнала были объединены в один под названием «Сын отечества и Северный архив. Журнал литературы, политики и современной истории». Греч и Булгарин продали его; с 1838 года издателем журнала был А. Ф. Смирдин,  а Греч и Булгарин до конца 1839 года оставались редакторами. К руководству журналом был привлечён Н. А. Полевой; позднее Греч отошёл от участия в нём, а журналом руководили Сенковский, Масальский, Фурман.
С 1825 году принимал участие, а с 1831 года вместе с Ф. В. Булгариным издавал и редактировал литературную и политическую газету «Северная пчела». В газете Греч выступал главным образом по вопросам грамматики и с новостями из-за рубежа. Газета была популярной и влиятельной; популярность снизилась в 1840-х годах В 1860 году газета была передана Гречем другой редакции, и редактором стал П. С. Усов.
В 1829—1831 годах Греч был редактором «Журнала Министерства внутренних дел», в 1834—1835 годах — соредактором журнала «Библиотека для чтения». Вместе с Н. А. Полевым и Н. В. Кукольником выпускал журнал «Русский вестник» (1841—1844), оказавшийся малоудачным.

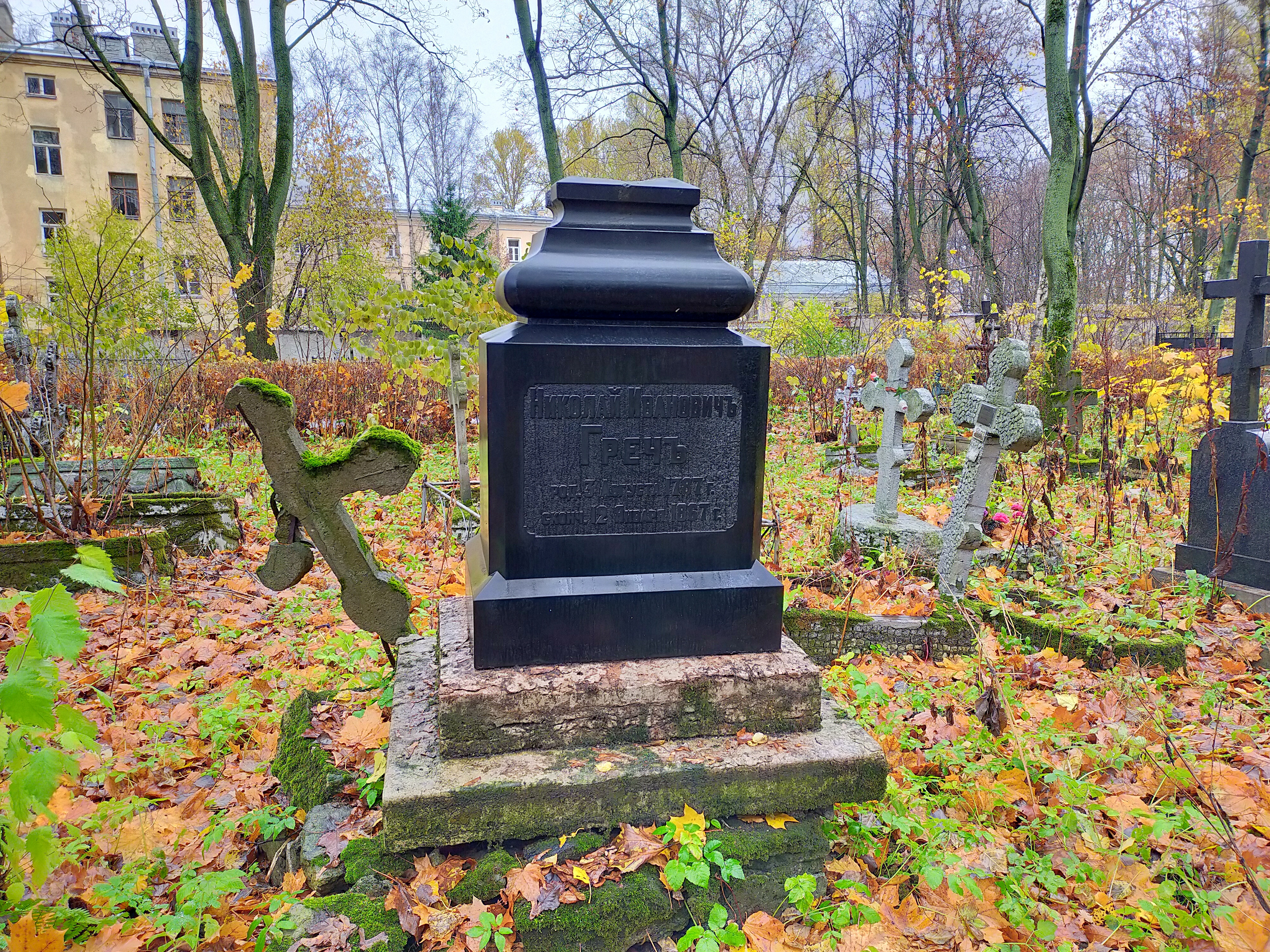
Памятник на могиле Н.И.Греча (1787-1867), Волковское лютеранское кладбище.

## Семья
Дети:
- Алексей Николаевич (1814—1850), переводчик и журналист, в конце 1830 — 1840-х годах выполнял функции секретаря редакции «Северной пчелы»[10]
- Николай Николаевич (1820—1837), студент Петербургского университета[10].
- Софья Николаевна Безак (урождённая Греч; 1811—1891); жена Константина Павловича Безака (1803—1845), обер-прокурора Сената.

## Адреса в Санкт-Петербурге
- 1817—1821 — Дом И. И. Антонова — Большая Морская улица, 13;
- 1821 — осень 1825 года — Дом А. И. Косиковского — Невский проспект, 15;
- осень 1825—1831 — Доходный дом Бреммера — Исаакиевская площадь, 3;
- 1831 — 12.12.1867 года — Дом Училища глухонемых — набережная реки Мойки,48 корп.20/ул. Гороховая, 18.

## Сочинения
- Опыт о русских спряжениях: С табл. — Санкт-Петербург: Тип. Ф. Дрехслера, 1811. — 24 с., 1 л. табл.
- Избранныя места из русских сочинений и переводов в прозе: С прибавлением Известий о жизни и творениях писателей, которых труды помещены в сем собрании / Изданы Николаем Гречем, старшим учителем русскаго языка в главном Немецком училище св. Петра, и членом С.П. б. Вольнаго общества любителей словесности, наук и художеств. — С. Петербург: В типографии Ф. Дрехслера, 1812. — [4], IV, VIII, 464 с.
- Обозрение русской литературы 1815 и 1816 годов / Написанное, по поручению начальства Императорской Публичной библиотеки, Николаем Гречем. — Санкт-Петербург: В типографии Н. Греча, 1817. — [2], 34 с.
- Пространная русская грамматика, изданная Николаем Гречем. Т. 1. — СПб.: В тип. издателя, 1827. — XVI, 386 с.
- Практические уроки русской грамматики, изданные Николаем Гречем. — Санкт-Петербург: тип. издателя, 1832. — [4], 346 с.
- Чёрная женщина: Роман Николая Греча. Ч. 1—4. — Санкт-Петербург: тип. Н. Греча, 1834: ч. 1. — [10], 192 с.; ч. 2. — [4], 208 с.; ч. 3. — [2], 212 с.; ч. 4.  — [2], 272 с.
- Греч Н. Черная женщина / Изд. подгот. Е. В. Маркасова. — М.: Ладомир: Наука, 2020. — 668 с., илл. — (Литературные Памятники / РАН).
- Биография императора Александра I / [Соч.] Николая Греча. — Санктпетербург: Тип. Н. Греча, 1835. — [6], 61 с.
- 28 дней за границей, или Действительная поездка в Германию / [Соч.] Николая Греча. 1835. — Санкт-Петербург: Тип. Н. Греча, 1837. — [4], 256 с.
- Путевые письма из Англии, Германии и Франции / [Соч.] Н. Греча. Ч. 1. С видом Мюнхена. — Санкт-Петербург: тип. Н. Греча, 1839. — [2], VIII, 254 с.
- Чтения о русском языке, Николая Греча: Ч. 1 — Санкт-Петербург: в типографии Н. Греча, 1840. — [4], VI, 336 с.
- Начальные правила русской грамматики, изданные Николаем Гречем — Изд. 9-е. — Санкт-Петербург: в типографии издателя, 1842. — [4], 144 с.
- Ключ к решению задач, содержащихся в руководстве к изучению Русской грамматики, Н. Греча — Санкт-Петербург, 1843. — [2], 172 с.
- Чтения о русском языке, Николая Греча: Ч. 2 — Санкт-Петербург: в типографии Н. Греча, 1840. — [2], 404 с.
- Examen de l’ouvrage de M. le marquis de Custine intitule «La Russie en 1839». Traduit du russe par Alexandre Kouznetzoff. — Paris: Au comptior des imprimeurs-unis, 1844. — 107 p.
- Парижские письма с заметками о Дании, Германии, Голландии и Бельгии / [сочинение] Николая Греча. — С.-Петербург: издание П. И. Мартынов, 1847. — [2], 592 с.
- Жизнеописание Василия Михайловича Головнина: разные сведения о роде его и собрание фамильных старинных актов дворян Головниных. — СПб., 1851. — 153 с.
- Театрал: Карм. книжка для любителей театра. — Санкт-Петербург: тип. Н. Греча, 1853. — [1], 122 с.
- О способах охранения народного здравия: Мнение посторон. (Н. И. Греча), предлагаемое зем. собр. и управам. — 2-е изд. — Санкт-Петербург: тип. Гогенфельдена и К°, 1870. — 32 с.
- Записки о моей жизни: С портр. / [Соч.] Н. И. Греча. — Санкт-Петербург: А. С. Суворин, 1886. — 588 с.
- Записки о моей жизни, М. : «Захаров», 2002. —  463 с. — ISBN 5-8159-0201-2

### Переводы
- Леонтина / Сочинение Августа Коцебу / Перевод с немецкого Н. Греча. — Издание второе. — Москва: В типографии Селивановскаго, 1811.

### Рецензии
- О четырнадцатом томе Энциклопедического лексикона, изданном под главной редакцией О. И. Сенковского. — Санкт-Петербург: тип. Н. Греча, 1838. — 75 с.
- Литературные заметки: [По поводу рец. на повесть А. П. Глинки «Графиня Полина» / [Николай Греч]. — Санкт-Петербург]: тип. Н. Греча, ценз. 1856. — 12 с.
- Рассмотрение книги: Опыт общесравнительной грамматики русского языка, изданный Вторым отделением Императорской Академии наук Издание третье. — Спб., 1854. В б. 8, LXI и 512 с. — С. Петербург: в типографии Н. Греча, 1856. — [4], 88 с.
- Замечания на книгу: Опыт русской грамматики Константина Аксакова. Ч. 1. Вып. первый. — Санкт-Петербург: тип. Н. Греча, 1860. — 28 с

## Факты
Слово «паровоз» приписывают Н. И. Гречу. Сохранилось описание движения поездов в первые годы открытия дороги от Царского Села до Павловска (движение на участке было открыто 22 мая 1838 года):

Теперь отправимся к прекрасному павильону, построенному у выезда из «Царского Села» в «Павловск»; он деревянный, щегольской архитектуры, окружен клумбами благоухающих цветов и эспланадами, покрытыми красным песком. Здесь можно найти обширные залы для прогулки, вкусный обед, блестящее приятное общество. Для чего тут собралась публика? Для того, чтобы ехать по «железной» дороге в «Павловск», в экипажах, движимых паровой машиной или «паровозом», как называет эту машину писатель наш Н. И. Греч.